# العلاقات الغامبية الكوستاريكية
العلاقات الغامبية الكوستاريكية هي العلاقات الثنائية التي تجمع بين غامبيا وكوستاريكا.

## مقارنة بين البلدين
هذه مقارنة عامة ومرجعية للدولتين:
| وجه المقارنة                                              | غامبيا       | كوستاريكا                                 |
| --------------------------------------------------------- | ------------ | ----------------------------------------- |
| المساحة (كم2)                                             | 11.30 ألف    | 51.10 ألف                                 |
| عدد السكان (نسمة)                                         | 2.10 مليون   | 4.91 مليون                                |
| الكثافة السكانية (ن./كم²)                                 | 185.84       | 96.09                                     |
| العاصمة                                                   | بانجول       | سان خوسيه                                 |
| اللغة الرسمية                                             | لغة إنجليزية | اللغة الإسبانية                           |
| العملة                                                    | دالاسي غامبي | كولون كوستاريكي                           |
| الناتج المحلي الإجمالي (بليون دولار)                      | 1.01 مليار   | 57.06 مليار                               |
| الناتج المحلي الإجمالي (تعادل القوة الشرائية) بليون دولار | 3.34 مليار   | 74.98 مليار                               |
| الناتج المحلي الإجمالي الاسمي للفرد دولار أمريكي          | 471          | 11.26 ألف                                 |
| الناتج المحلي الإجمالي للفرد دولار أمريكي                 |              | 14.92 ألف                                 |
| مؤشر التنمية البشرية                                      | 0.441        | 0.766                                     |
| رمز المكالمات الدولي                                      | +220         | +506                                      |
| رمز الإنترنت                                              | .gm          | .cr، قائمة نطاقات المستوى الأعلى للإنترنت |
| المنطقة الزمنية                                           | 00           | 00                                        |

## منظمات دولية مشتركة
يشترك البلدان في عضوية مجموعة من المنظمات الدولية، منها:
| علم المنظمة | اسم المنظمة                               | تاريخ انضمام غامبيا | تاريخ انضمام كوستاريكا |
| ----------- | ----------------------------------------- | ------------------- | ---------------------- |
|             | مؤسسة التنمية الدولية                     | 18 أكتوبر 1967      | 30 يونيو 1961          |
|             | يونسكو                                    | 1 أغسطس 1973        | 19 مايو 1950           |
|             | مؤسسة التمويل الدولية                     | 19 سبتمبر 1983      | 20 يوليو 1956          |
|             | منظمة حظر الأسلحة الكيميائية              | ?                   | ?                      |
|             | الأمم المتحدة                             | 21 سبتمبر 1965      | 2 نوفمبر 1945          |
|             | الاتحاد الدولي للاتصالات                  | 27 مايو 1974        | 13 سبتمبر 1932         |
|             | منظمة الشرطة الجنائية الدولية             | ?                   | ?                      |
|             | البنك الدولي للإنشاء والتعمير             | 18 أكتوبر 1967      | 8 يناير 1946           |
|             | الاتحاد البريدي العالمي                   | ?                   | ?                      |
|             | المركز الدولي لتسوية المنازعات الاستشارية | 26 يناير 1975       | 27 مايو 1993           |
|             | وكالة ضمان الاستثمار متعدد الأطراف        | 11 سبتمبر 1992      | 8 فبراير 1994          |
|             | منظمة التجارة العالمية                    | ?                   | ?                      |

## وصلات خارجية
- موقع وزارة الخارجية الغامبية
- موقع وزارة الخارجية الكوستاريكية